# 大山寺 (伊勢原市)

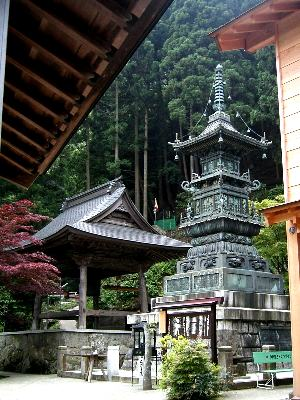
本堂脇の銅造宝筐印塔

大山寺（おおやまでら）は、神奈川県伊勢原市にある真言宗大覚寺派の寺院である。大山不動の通称で知られる。山号は雨降山（あぶりさん）。本尊は不動明王。開基（創立者）は良弁と伝える。
高幡山金剛寺、成田山新勝寺と共にしばしば「関東の三大不動」に数えられ、江戸期には江戸近郊の観光地として賑わい、落語にも「大山詣り」として題材に取り上げられるほど、広く一般に浸透した。

## 歴史

### 山岳信仰の開始
大山は、丹沢山地の東端、伊勢原市域の西北端に位置する標高1,252メートルの山であり、古くから山岳信仰の対象であった。大山信仰が始まった時期は不明だが、大山の山頂付近での発掘調査により、縄文時代後期の土器片、古墳時代の須恵器・土師器などが発掘されている。このため、信仰開始の時期はかなり古い時代にまでさかのぼることができると推定される。ただし、発掘担当代表責任者は縄文土器は江戸時代初期に持ち込まれたものと断定している。
「大山」の名称は由来は不詳だが明治以降は山頂に大山祇神を祀ったためと説明されることもある。大山祇神はかつては「石尊権現」と呼ばれていた。10世紀前期の『延喜式』神名帳には、相模国十三座の一つとして、「阿夫利神社」（アフリノカミノヤシロ）の記載があり、神名帳の原本である神祇官の台帳が天平年間（729 - 749年）の完成とされることから、8世紀前半に阿夫利神社が創建されたとすることもできる。つまり、当時の祭神名が「アフリノカミ」であった。古墳時代以降の山岳信仰で大山そのものへの広域の信仰によるものと考えられる。古代の仏教的山岳修行者が清浄な山内に修行場所を開拓するに従い山頂の磐座が「石尊権現」として祀られるようになったと考えられる。大山で大山祇神が主祭神となったのは明治以降の近代「阿夫利神社」（アフリジンジャ）が成立してからである。

### 大山寺開山
古代に不動明王像を本尊とする大山寺が建立され、大山山頂の磐座への「石尊権現」信仰（十一面観音菩薩）と大山全体を不動明王の霊場（修験道）とする信仰とが一体化していったとされる。『続群書類従』所載の『大山寺縁起』（内閣文庫本ほかでは一般に『大山縁起』）によれば、大山寺は天平勝宝7歳（755年）、東大寺初代別当（住職の最高位）の良弁が自刻の木造不動明王像を本尊に聖武天皇の勅願寺として開創したという。天平宝字5年（762年）には行基の命により、光増が不動明王像を製作して本堂に奉納したとされる。寺伝では空海（弘法大師）を3世住持とし。元慶2年（878年）に地震に伴う火災で焼失したが、同8年（884年）安然が再興したなどの伝承から、顕密系山岳寺院として栄えていったと考えられる。
平安時代の末に、大山は糟屋氏が支配する糟屋荘に編入されたが、久寿元年（1154年）12月に糟屋荘は安楽寿院に寄進された。その後、大山は藤原得子（ふじわらのなりこ、鳥羽天皇の皇后、美福門院）の領地となり、さらに、得子の子である暲子内親王（あきこないしんのう、八条院）の領地とされた。

### 鎌倉時代から戦国時代まで
鎌倉時代には、糟屋氏が源頼朝の御家人となったため、大山寺は鎌倉幕府の庇護を受けることとなった。『吾妻鏡』によれば、建久3年（1192年）8月9日、源頼朝は北条政子の安産祈願のため、当寺を含む相模国の寺社に神馬を奉納している。その後一時衰退するが、文永年間（1264 - 1275年）、京都東寺の再興に業績を上げた願行房憲静（けんじょう）により中興となった。このとき、憲静は蒙古を降伏させる秘法を修得するため大山に登り、百日間の苦行を行い、師匠・意教房頼賢が提供した鉄造の不動明王像の前で祈り続けると、怒り狂った不動明王の姿がみえ、その後、不動明王像の目が見開かれたという。憲静は、この時の不動明王の姿をもとに、二体の鉄造の不動明王像を造立し、その一体が大楽寺の不動明王像（「試みの不動」と呼ばれる。現・覚園寺蔵。神奈川県指定重要文化財）となり、もう一体が大山寺の不動明王像（国の重要文化財）となったとされる。
室町時代においても、当初、大山寺は室町幕府・鎌倉府の庇護を受けていたと考えられるが、やがて顕密系地方山岳寺院の当時の一般的状況として、地域領主層や勧進唱導活動等で一山の経営を支えるようになった山内宗教者集団の発言権が増していったであろうと想像される。文明18年（1486年）の冬に大山に登った聖護院門跡道興准后は、『廻国雑記』に雪の大山山内に宿泊し、「その夜の大山は寒くて眠れなかった」などの漢詩と和歌を詠んでいる。ここから、当時の大山寺に、近衛摂関家の貴種であり全国山伏の棟梁一行を迎えるだけの山伏集団が存在していたと考えられる。なお、室町時代の後期のころに、『大山寺縁起絵巻』が成立した。
戦国時代に、大山は小田原の北条氏の支配下に入り、北条氏は大山の宗教勢力を利用しようとしたことが諸史料からわかっている。なお、大山の山伏集団は本山派の院家勝仙院（のちの住心院）の霞下であったと考えられる。天正18年（1590年）に豊臣秀吉が小田原を攻略した際には、大山の宗教勢力は北条氏に与して、激しい戦いを繰り広げた。

### 江戸時代

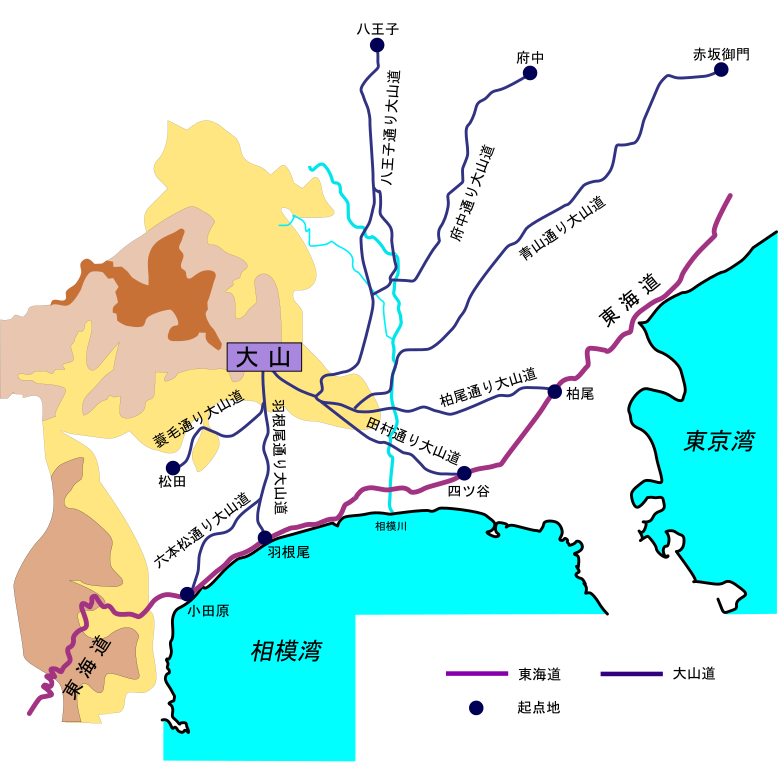
大山道

近世初頭、徳川家康は大山寺の改革を断行。慶長13年（1608年）に57石、同15年（1610年）にさらに100石を寄進するなど保護を与える一方で、真言宗以外の宗教者（修験者や妻帯僧を含み）を下山させ、真言宗の清僧（妻帯しない僧）のみを山上に住持させた。さらに山岳寺院一山としては特定宗派にまとまっていなかった大山寺を古義真言宗に統一し、初代学頭に成事智院の住持であった実雄法師（古義真言宗）を任命し、定住させることとした。3代将軍徳川家光も伽藍の修復代を寄進するなどの援助を与え、家光の代参として春日局が2度にわたり参詣している。
江戸時代中期（18世紀後半）以降、豊作や商売繁盛などの現世利益を祈念する人々による「大山詣で」が盛んになり、関東各地に「大山講」が組織され、大山参詣へ向かう「大山道」が整備された。前述の家康の改革で下山した修験者らは「御師」として参詣者の先導役を務め、山麓の伊勢原や秦野には参詣者向けの宿坊が軒を連ね、門前町として栄えた。明治初期の『開導記』には、大山講の総講数は15,700であり、総檀家数は約70万軒との記載がある。このように大山信仰が流行することとなった要因として、『大山寺縁起』（正確には『大山寺縁起絵巻』）の内容が民間に伝わったことが指摘されている。寛政4年（1792年）には、『大山不動霊験記』が出版された。

### 明治以後
明治初期の廃仏毀釈・神仏分離で大山の廃仏と神社化が図られ、大山中腹にあった不動堂は破却されて、現在の大山阿夫利神社下社となった。その後、明治9年（1876年）、現在地（元の来迎院の跡地）にて不動堂の再建が着手され、明治18年（1885年）に明王院という寺名で再興された。大正4年（1915年）、明王院は観音寺と合併し、ようやく大山寺の旧寺号が復活した。

## 文化財
- 鉄造不動明王二童子像（舊國寳→重要文化財） - 日本では鉄造の仏像は鎌倉時代を中心に制作されているが、鉄は銅に比べて衣文などの細部の鋳造がむずかしく、鋳造後の表面の仕上げも困難なため、優れた作品は比較的少ない。本作は、鎌倉時代の鉄仏のなかでも秀作の1つに数えられるものである。不動明王像に比べ、左右の二童子像は鋳型のずれが見られるなど、やや技法的に難がある。毎月8・18・28日に開帳。

## 所在地
- 神奈川県伊勢原市大山724

## 巡礼等
- 関東三大不動
- 関東三十六不動霊場：第1番
- 関東八十八箇所：第60番

## 交通アクセス
公共交通
- 小田急小田原線「伊勢原駅」北口（バス4番のりば）
  - 神奈中バス 伊10系統「大山ケーブル」行きに乗車、終点下車（約25分）
↓（下記の「大山ケーブル駅」まで徒歩約15分〈約600メートル〉）
    - 大山ケーブルカー「大山ケーブル駅」 - 「大山寺駅」（約2分）、下車後徒歩約3分（約200メートル）

車
- 新東名伊勢原大山ICより神奈川県道611号大山板戸線経由、市営駐車場あり（駐車場からは上記の「大山ケーブル駅」まで徒歩約15分）